# 広瀬通駅
広瀬通駅（ひろせどおりえき）は、宮城県仙台市青葉区本町二丁目にある、仙台市地下鉄南北線の駅である。駅番号はN09。副駅名は「一番町 中央通り」。

## 歴史
- 1987年（昭和62年）7月15日 - 開業[1]。
- 2002年（平成14年） - 東北の駅百選に選定される。
- 2009年（平成21年）12月13日 - 可動式ホーム柵の運用開始。
- 2014年（平成26年）12月6日 - IC乗車券・icsca導入[2]。
- 2015年（平成27年）12月6日 - 副駅名広告「仙台中央斎場  清月記前」使用開始[3]。
- 2017年（平成29年）10月30日 - セブン銀行ATM設置[4]。

## 駅構造
当駅は、広瀬通道路下にある島式ホーム1面2線を有する地下駅で、コンコースは地下1階、ホームは地下2階にある。出入り口は、東1・2、西1～6の計8箇所。西側コンコースの、天井および壁面には夜空をイメージした「星空のプロムナード」がある。このため「星空が輝く、幻想的なコンコースのある地下鉄駅」として、東北の駅百選に選定されている。
のりば
| 1 | ■ 南北線 |  | 仙台・長町・富沢方面 |  |
| 2 | ■ 南北線 |  | 泉中央方面           |  |

## 利用状況
| 乗車人員推移 | 乗車人員推移     |
| 年度         | 一日平均乗車人員 |
| ------------ | ---------------- |
| 2002         | 9,837            |
| 2003         | 10,027           |
| 2004         | 10,042           |
| 2005         | 10,056           |
| 2006         | 10,085           |
| 2007         | 9,904            |
| 2008         | 9,699            |
| 2009         | 9,370            |
| 2010         | 9,319            |
| 2011         | 9,483            |
| 2012         | 10,214           |
| 2013         | 10,462           |
| 2014         | 10,466           |
| 2015         | 10,672           |
| 2016         | 10,482           |
| 2017         | 10,873           |
| 2018         | 10,916           |
| 2019         | 10,645           |
| 2020         | 8,244            |
| 2021         | 8,374            |
| 2022         | 9,135            |
| 2023         | 9,809            |

- 2023年度（令和5年度）
  - 1日平均乗車人数：9,809人[5]
  - 乗車人員数は、仙台市地下鉄の駅では仙台駅、泉中央駅、勾当台公園駅、長町南駅に次ぐ第5位。

一日平均乗車人員（単位：人/日）

## 駅周辺
オフィス街である本町にあり、仙台市都心部の繁華街「一番町」や「中央通」、歓楽街「国分町」に近い。
- クリスロード
- 仙台広瀬通郵便局
- 仙台市ガス局ショールーム
- 仙台フォーラス（2024年3月より休業中）
- 仙台電力ホール
- 仙台第一生命タワービル
- Date fm本社・スタジオ
- 河合塾 仙台校
- イオン 仙台店
- ドン・キホーテ 晩翠通り店
- セントレ東北
  - 東北経済連合会
  - 日本電気協会東北支部
- 三井ガーデンホテル仙台
- ダイワロイネットホテル仙台一番町 PREMIER
- 東横INN仙台西口広瀬通
- 天然温泉 杜都の湯 御宿 野乃 仙台
- スーパーホテル仙台・広瀬通り
- 変なホテル仙台 国分町
- 江陽グランドホテル

## バス路線
地下鉄広瀬通駅と名乗るが、乗継割引は適用されない（現在、乗継割引の制度は廃止されている）。2009年9月までは宮城交通の一部路線も当駅を全便通過していたが、これは当停留所が「市営バス広瀬車庫」として使用されてきたためである。現在は、当駅での乗降扱いを開始している。
- 1：[S739]-[S780]仙台駅前、[601]·[701]八木山動物公園駅、[706]八木山南団地・西高校、[704]緑ヶ丘三丁目、[610][X610] 愛宕大橋経由野草園・東北工大長町キャンパス・長町営業所
- 2：[739][730]川内営業所、[750] 広瀬通・理学部・工学部経由緑ケ丘三丁目、[757]広瀬通・理学部・工学部・西の平経由長町南駅・長町(営)、[760][765][766]茂庭台・生出橋、[761]西花苑団地、[770]錦ヶ丘、[780][785]（快速）西道路経由実沢営業所、[K605][K610][K705][K700][K707]交通局大学病院前
- 宮城交通：JR長町駅東口、県庁市役所（2009年10月1日より）

### バス乗り場
- 「電力ビル前」（仙台市営バス・宮城交通）
- 「広瀬通一番町」（仙台市営バス・宮城交通・愛子観光バス・山交バス）
- 「広瀬通駅」（仙台市営バス・宮城交通）

## 隣の駅
仙台市地下鉄
■南北線
勾当台公園駅 (N08) - 広瀬通駅 (N09) - 仙台駅 (N10)